# Anfitrite (sommergibile)
L'Anfitrite è stato un sommergibile della Regia Marina.

## Storia
Dopo l'entrata in servizio fu destinato alla X Squadriglia Sommergibili, basata a Brindisi.
Tra il 1934 ed il 1937 svolse vari viaggi addestrativi in acque italiane.
Prese parte alla guerra di Spagna con una singola missione effettuata nel Canale di Sicilia, dal 17 al 29 agosto 1937, senza aver individuato alcuna nave sospetta.
Nel 1939 fu ridislocato nella base libica di Tobruk.
All'ingresso dell'Italia nel secondo conflitto mondiale faceva parte della 44ª Squadriglia Sommergibili (IV Grupsom) di Taranto; suo comandante era il tenente di vascello Bruno Ghersina, che lo comandò sino alla sua perdita.
Nel corso della seconda guerra mondiale operò nel canale d'Otranto e nel bacino orientale del Mediterraneo (specie nell'area compresa tra l'isolotto di Gaudo, vicino a Creta, e Derna).
La sua prima missione di guerra, dal 10 al 18 giugno 1940, si svolse nel Canale d'Otranto e fu priva di risultati; al suo ritorno il sommergibile, rientrato a Lero, fu destinato a tale base.
Intorno alle due del pomeriggio del 28 giugno, in navigazione alla volta del tratto di mare tra Gaudo e Derna (suo settore d'operazioni), fu bombardato da un idrovolante Short Sunderland: le bombe non andarono a segno ma caddero così vicino da provocare danni di una certa gravità, obbligando il sommergibile a tornare in porto.
Dal 27 luglio al 5 agosto fu in missione offensiva a sudovest di Capo Krio.
Dal 17 al 21 ottobre operò tra Ras Uleima e Creta; al termine della missione rientrò a Taranto.
Il 10 novembre entrò nell'Arsenale di Taranto per lavori di manutenzione, che durarono sino al 1º febbraio 1941.
Il 20 febbraio fece ritorno a Lero.
Il 4 marzo 1941, lasciata Lero, diresse per il Canale di Caso per attaccare un convoglio britannico in navigazione da Alessandria d'Egitto alla volta della Grecia, giungendovi l'indomani; verso le otto del mattino del 6 marzo, mentre, con l'idrofono guasto, si trovava in immersione una ventina di miglia a sudest di Capo Sidero sull'isola di Caso, fu rilevato da alcuni cacciatorpediniere inglesi facenti parte della scorta del convoglio «AS16» Il Pireo-Porto Said. Fu quindi sottoposto a varie scariche di bombe di profondità, con gravi danni, i timoni resi inutilizzabili, vie d'acqua che iniziarono a provocare allagamenti; l'Anfitrite dovette forzatamente emergere. Non appena fu venuto a galla fu colpito in torretta da un proiettile del cacciatorpediniere Greyhound, che uccise tre uomini; l'equipaggio – dato che, essendo il cannone inutilizzabile, non c'era alcuna possibilità di reagire – avviò le manovre di autoaffondamento ed abbandonò l'unità, che poco dopo andò a fondo nel punto 34°55' N e 26°43' E.
Morirono in tutto 7 uomini – un sottufficiale, due sottocapi e quattro marinai –, mentre il resto dell'equipaggio, 39 o 43 uomini, fu recuperato dal Greyhound.
Altre fonti, però (il racconto di uno dei superstiti del sommergibile, il sottocapo Edmondo Tardi), riportano una versione completamente differente dell'affondamento: l'Anfitrite, dopo aver attaccato il convoglio con il possibile danneggiamento di tre unità, sarebbe stato colpito dalle cariche di profondità e affondato con diverse vittime, mentre i sopravvissuti (intrappolati in alcuni compartimenti rimasti stagni) sarebbero risaliti in superficie con l'impiego della campana «Gerolimi-Arata» per la risalita da sommergibili affondati, venendo però tutti uccisi dal fuoco inglese tranne 7, recuperati dalle stesse unità britanniche. Non risulta comprensibile la totale discrepanza tra le due versioni della perdita.
Il sommergibile aveva in tutto svolto 5 missioni offensivo-esplorative e 2 di trasferimento, per totali 4386 miglia di navigazione in superficie e 970 in immersione.